# USS Belleau Wood (CVL-24)
USS Belleau Wood (CVL-24) – amerykański lotniskowiec typu Independence. Jego nazwa pochodziła od miejsca bitwy z I wojny światowej.
Stępkę okrętu położono 11 sierpnia 1941 jako lekkiego krążownika „New Haven” (CL-76) typu Cleveland, jednak później podjęto decyzję o ukończeniu go jako lekki lotniskowiec. Przeklasyfikowano go na CV-24 16 lutego 1942 i przemianowano na „Belleau Wood” 31 marca 1942. Zwodowano go 6 grudnia 1942 w stoczni New York Shipbuilding, matką chrzestną była pani Holcomb (żona komendanta marines generała Holcomba). Jednostka weszła do służby w US Navy 31 marca 1943, jej pierwszym dowódcą był Captain A. M. Pride. 15 lipca 1943 został przeklasyfikowany na CVL-24.
Okręt był w służbie w czasie II wojny światowej. Uszkodzony przez kamikaze. Na pokładzie lotniskowca stacjonował dywizjon  VF-31. 15 sierpnia 1945 roku o godzinie 14:00, patrol dwunastu samolotów Grumman F6F Hellcat z tego dywizjonu przechwycił pojedynczego Yokosuka D4Y Suisei. Japońska maszyna została zestrzelona przez Clarence`a "Billa" A. Moore`a i był to ostatni samolot państw Osi zestrzelony podczas II wojny światowej.
5 września 1953 przekazany Francji, gdzie służył jako „Bois Belleau”. Brał udział w I wojnie indochińskiej.
Okręt został zwrócony Stanom Zjednoczonym we wrześniu 1960, skreślony z listy jednostek floty 1 października 1960 i zezłomowany.